# Virgen de Piedraescrita
La Virgen de Piedraescrita es la patrona de Campanario (Badajoz) y de la comarca de La Serena. La imagen se venera en la ermita enclavada en el paraje singular de “Los Barrancos”, distante algo más de 5 km del pueblo, corona la cima de una de las numerosas lomas que caracterizan al lugar, con sus peculiares piedras "picudas".
La ermita actual se construyó en el siglo XVI, aunque hubo un santuario anterior en el siglo XV. La ermita es de planta rectangular alargada fabricada de mampostería y sillares en contrafuertes. Porticada en la fachada de los pies y en el muro de la Epístola, las columnas graníticas que lo sustentan denotan antigüedad, quizá reaprovechadas de alguna construcción romana cercana.

## Contexto histórico y leyenda
En torno al siglo XV, un pastor afincado en "Los Barrancos" halló una imagen tallada de una figura femenina bajo una lápida con una inscripción latina. Solo se conserva la lápida, cuya inscripción dice así: . VALERIO/ L. F. CAL SIL/VANO. VIC/ CT VALERI ANO VICT, que según la transcripción más aceptada desde la antigüedad dice: “Lucio Valerio: Hijo de Lucio Calígula Silvano Victor. Valeriano Victor.” La figura femenina tallada que se encontró, era presumiblemente la de una diosa romana que el difunto tomó como protectora. En escritos de la época se menciona que podría haberse tratado de la diosa Minerva, pero no se puede afirmar, ya que la figura y los grabados se perdieron durante guerras posteriores. 
Al encontrar el pastor la figura en la que creyó ver a la virgen María, y tras la supuesta aparición o visión de la Virgen, decidió llevarla al pueblo. Al día siguiente la figura desapareció de la localidad apareciendo en el mismo lugar donde apareciera anteriormente. Al ver que la virgen aparecía en ese lugar decidieron construirle allí una ermita. Tomando el nombre de la Virgen de Piedraescrita.

## Imagen
Tallada en 1940, la imagen actual se basa en una reproducción de otra supuestamente originaria del siglo X-XI. Es de 60 centímetros de altura y representa a María, sedente, portando al Niño Jesús en su brazo izquierdo, mostrando una manzana dorada en la mano derecha. El Niño Jesús porta en su mano izquierda una pequeña bola del mundo .
La actual imagen es una copia de la original debido a que la original fue destruida en la guerra civil española. 

## Coronación Canónica
El 7 de diciembre de 1954  fue proclamada por la Sagrada Congregación de Ritos, patrona de La Serena.  La coronación canónica se llevó a cabo por el nuncio apostólico Ildebrando Antoniutti el 25 de septiembre de 1955. Su festividad se celebra el fin de semana más cercano al 25 de septiembre.

## Romería de Piedraescrita
Terminada la Semana Santa, el pueblo de Campanario se dispone nuevamente, como todos los años, a preparar su romería de Piedraescrita, fiesta mayor y más celebrada en Campanario y a la que acude de toda la comarca de la Serena y mucha gente de distintos puntos de España. El Lunes de Pascua
Aroximadamente unas 15.000 personas se agolpan cada año junto a la Barranquera en este día.
Aproximadamente dos meses antes de su celebración, los jóvenes de la localidad se afanan en la preparación de las mismas para el desfile del Lunes de Pascua, que en un número aproximado de quince o veinte optarán a los premios.Las carrozas se construyen en remolques agrícolas, a base de madera y cartón, sobre los que pegan innumerables flores de papel de seda de colores. Los motivos son diversos, sorprendiendo cada año. Priman aquellos que han sido actualidad, sin olvidarse de los costumbristas, mitológicos, tronos... Los jóvenes que las realizan, las adornan a su vez, vestidos con indumentaria relativa al tema y entonando canciones que ellos mismos componen, alusivas al motivo de la carroza cubriendo las calles de color y belleza. También se unen al desfile jinetes y soberbias caballerías enjaezadas con las mejores galas entre ellas las famosas “caídas”, mantas cuidadosamente tejidas y bordadas que aportan un espectacular colorido al desfile, en plena sintonía con el traje regional de Campanario.
El desfile comienza en el Parque, discurre a lo largo de la Avda. de la Constitución para llegar a la Plaza de España, donde dan dos vueltas para que el jurado, que se sitúa en el Ayuntamiento las valore y puntúe. Cuando esta termina, todos se apresuran a marchar a los Barrancos, dejando las calles del pueblo vacías, formando una alegre caravana de coches, tractores y remolques que los jóvenes de Campanario adornaron y pusieron a punto para la ocasión.
Una vez allí, visitan a su Patrona nada más llegar, oran ante ella, besan su manto y medalla y llevan en procesión alrededor de la ermita, cantando con fervor canciones propias de la Virgen. Al entrar la virgen en su santuario, la despiden con pañuelos blancos. Una vez finalizados los actos religiosos, los romeros pasean, conversan, se invitan y se divierten, confirmando su importancia lúdica y festiva, convertida en arraigada tradición, que conlleva la reunión de la familia y amigos. Esta fiesta está declarada Fiesta de Interés regional.